# Lin Shaye
Linda „Lin” Shaye (ur. 12 października 1943 w Detroit) – amerykańska aktorka filmowa i telewizyjna.
Urodzona w Detroit w stanie Michigan jako córka Dorothy (z domu Katz), gospodyni domowej, oraz Maksa Mendle’a Shaye’a, malarza i właściciela supermarketu. Siostra producenta filmowego i biznesmena Roberta Shaye’a. Studiowała aktorstwo na University of Michigan, nim przeniosła się do Nowego Jorku i wystąpiła w kilku off-broadwayowskich produkcjach. W roku 1977 osiedliła się w Los Angeles, by rozpocząć karierę w branży filmowej.
Znana z ról w filmach takich jak np.:
- Sposób na blondynkę, jako Magda (nominacja do nagrody Blockbuster Entertainment w kategorii najlepsza aktorka drugoplanowa w filmie komediowym)
- Droga śmierci, jako Laura Harrington (nagroda dla „najlepszej aktorki” podczas Peñíscola Comedy Film Festival)
- Critters i Critters 2, jako Sally (lub Sal)
- Statek miłości, jako Sonya
- Historia Kopciuszka jako pani Wells
- Small Town Saturday Night, jako Phyllis
- Naznaczony, Naznaczony: rozdział 2, Naznaczony: rozdział 3, jako Elise Rainier (Fangoria Chainsaw Award w kategorii najlepsza aktorka drugoplanowa, nominacja do nagrody Saturn w kategorii najlepsza aktorka drugoplanowa)